# Libert (chanteur)
Pour les articles homonymes, voir Libermann et Libert.
Xavier Marie Alphonse Libermann dit Libert (Paris, 17 mars 1840 - Paris, 15 novembre 1896), est un chanteur français, surnommé « le Roi de la scie ».

## Biographie
Petit-fils d'un rabbin, neveu de François Libermann, il est l'interprète de nombreuses chansons populaires de la fin du XIXe siècle sur des textes, entre autres, de Charles Blondelet, Félix Baumaine, Émile Baneux, Aristide Bruant, Jules Jouy etc. sur des musiques de Bruant, François Wohanka, Victor Robillard, Léopold Gangloff, Gustave Michiels, etc.
Il meurt subitement en 1896, à l'âge de 56 ans, après une opération à la suite d'un accident où, renversé par un chien, il s'était cassé la jambe. 
Paulus lui rend hommage dans ses Mémoires : 
« Pauvre Libert enlevé trop tôt à l'affection de tous ! Il avait commencé d'excellentes études, ses parents rêvant pour lui de devenir le défenseur de la veuve et de l'orphelin, - ce qui donne la gloire, - et des financiers véreux, - ce qui donne l'argent. Mais il préférait à l'étude du droit celle du répertoire dramatique et, à dix-huit ans, il débutait dans la tragédie. M. Larochelle, directeur de théâtres de banlieue, l'admettait à s'essayer dans les confidents. La toge et le cothurne n'allaient pas à sa nature ; il les lâcha pour chanter de l'Offenbach et s'en fut en Égypte, dans une tournée de Mlle Desclauzas. Puis, trouvant sa voie définitive, il entrait au Concert et chantait les gommeux dont il a réellement créé le genre, tant il a mis, gaspillé de talent dans les idioties que l'on sait.
Une voix chaude, vibrante, un masque très comique, une originalité d'allure particulière, lui ont permis de faire accepter et applaudir ses types-fantoches. Bon comédien, il eut pu réussir au théâtre d'où lui vinrent maintes propositions ; mais il s'était rivé le faux-col du gommeux au cou et il n'avait plus la force de l'en arracher.
Ce souvenir du créateur de Popaul, de Canada, de cent autres inepties qu'il parvenait à rendre amusantes, est resté chez tous ceux qui l'ont connu ; mais la scie qui l'y a le plus ancré, ce souvenir, c'est l'Amant d'Amanda.
L'auteur de cette machinette, Émile Carré, bon chansonnier, poète à ses heures, a été martyrisé toute sa vie pour son œuvre ! Ce qu'il aurait donné pour ne l'avoir jamais commise ! Il a eu beau, depuis, s'exercer à faire des chansons, parfaites comme fond et comme forme, troussées avec ferveur, pour bien prouver qu'il savait, il est toujours resté, pour le public et les confrères blagueurs, l'auteur de L'amant d'Amanda ! ».